# 魏斯峰 (維內迪傑山脈)
47°4′0″N 12°23′0″E / 47.06667°N 12.38333°E

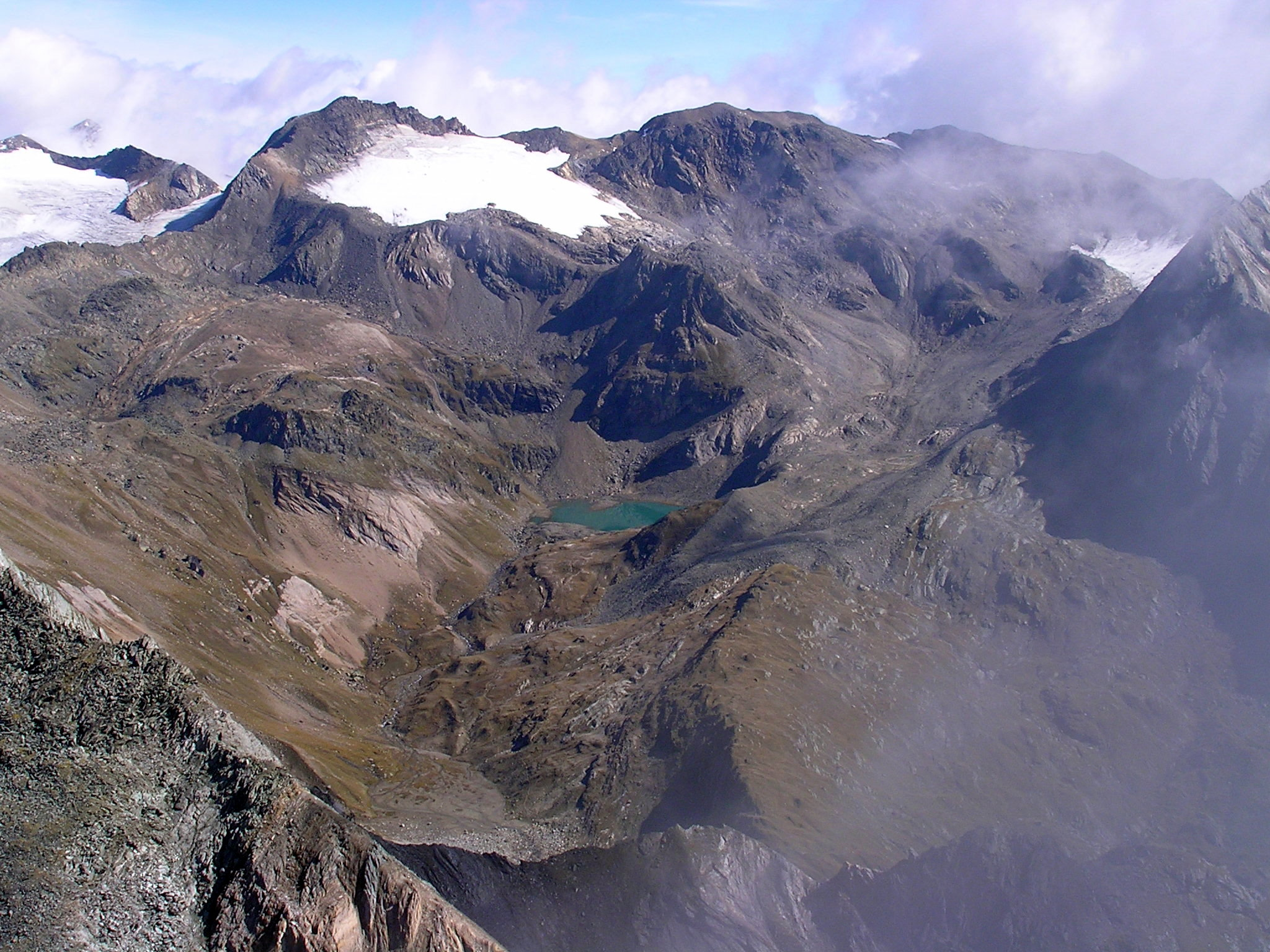

魏斯峰（德語：Weißspitze），是奧地利的山峰，位於該國西部，由蒂羅爾州負責管轄，屬於維內迪傑山脈的一部分，海拔高度3,300米，人類在1881年9月8日首次登頂。